# Verein Deutscher Studenten Berlin und Charlottenburg
Der Verein Deutscher Studenten Berlin und Charlottenburg (VDSt Berlin und Charlottenburg) im Verband der Vereine Deutscher Studenten (VVDSt) ist eine farbenführende, nichtschlagende Studentenverbindung, die männliche Mitglieder an allen Berliner und Potsdamer Universitäten und Hochschulen aufnimmt und sich die politische Bildung ihrer Mitglieder zur Aufgabe gemacht hat.
Der VDSt Berlin gehört zu den Gründungsbünden des Verbandes der Vereine Deutscher Studenten.

## Geschichte

### Gründungszeit
Die Gründungen des VDSt Berlin, des VDSt Charlottenburg und letztlich des gesamten VVDSt hängen sehr eng mit der Gründerkrise und der Antisemitenpetition zusammen.
Im Oktober 1880 wandten sich Vertreter dieser Ansicht mit der Antisemitenpetition an Reichskanzler Otto von Bismarck. Sie forderten den Stop bzw. die Begrenzung der Einwanderung von Juden, den Ausschluss von Juden aus allen staatlichen Stellungen sowie die alleinige Verwendung christlicher Lehrer im Schuldienst. Um für die Petition zu werben, gründeten sich an mehreren Universitäten „Komitees zur Verbreitung der Petition unter der Studentenschaft“.
Mitglieder des Berliner Komitees zur Verbreitung der Petition an der Friedrich-Wilhelms-Universität beschlossen am 9. Dezember 1880 die Gründung des Vereins Deutscher Studenten mit dem Ziel alle „wahrhaft deutschen“ Studenten Berlins zu einen. Zur offiziellen Gründung wurde dann der 10. Reichsgründungstag am 18. Januar 1881 gewählt. Der Charlottenburger VDSt gründete sich zunächst als Deutscher technischer Studentenverein und änderte später seinen Namen nach Gründung des VVDSt. Die Mitglieder wollten sich gegen die politische Lethargie wenden, in der sich die Studentenschaft ihrer Meinung nach seit der Reichsgründung befand. Die Studienzeit sollte genutzt werden, um sich einen Überblick über die anstehenden politischen Fragen zu verschaffen und so dem Anspruch als „geistige Führer des Volkes“ gerecht zu werden. Leitidee war die Kräftigung des Nationalbewusstsein, das Bekenntnis zum Reich und zu Bismarck und im Folgenden ganz besonders zu seiner Sozialpolitik. Bismarcks soziale Botschaft vom 17. November wurde mit Begeisterung aufgenommen und wurde quasi zu einem ersten „Programm“ des VVDSt.
In der Folgezeit übernahm der VDSt Berlin Positionen in allen wichtigen Studierendenvertretungen ein sowie den Vorsitz des Ausschusses der Studentenschaft. Der VDSt Berlin erlangte in der Zeit viel Einfluss auf das Universitätsleben und die Ausgestaltung der akademischen Veranstaltungen. Die Veranstaltungen des Berliner VDSt wurden zu gesellschaftlichen Events und man etablierte sich im gesellschaftlichen Leben der Berliner Studenten.
Der VDSt Charlottenburg war in dieser Zeit weniger für seine gesellschaftlichen Aktivitäten als vielmehr für seinen strengen korporativen Charakter bekannt. Jedoch war er niemals in der Lage auch nur eine annähernde Bedeutung wie der VDSt Berlin zu gewinnen.

### Die Zeit der zwei Weltkriege
Während des Ersten Weltkrieges stellten die beiden Bünde ihre Aktivitäten weitestgehend ein.
Im Anschluss an den Krieg kam es zur Wiederaufnahme der Aktivitäten. Innerhalb der Bünde entstand eine weitestgehend feindliche Stimmung gegenüber der Weimarer Republik, was auch Ausdruck in der Beibehaltung des Wahlspruches „mit Gott für Kaiser und Reich“ Ausdruck fand.
Nach der Machtergreifung der NSDAP hatten Die VDSt Berlin und Charlottenburg ähnliche Probleme wie alle Studentenverbindungen. Die Versuche der Gleichschaltung, Druck zum Übergang in den Nationalsozialistischen Deutschen Studentenbund und die Weigerung gegenüber diesen Maßnahmen führten 1938 zur Auflösung der beiden Berliner VDSt.

### Nachkriegszeit
Nach dem Zweiten Weltkrieg begannen VDSter um 1948 wieder den Kontakt miteinander zu suchen und den VDSt Berlin wieder aufzubauen. Der VDSt Berlin erhielt 1949 nach einigen Mühen seine Zulassung an der Freien Universität Berlin. 1957 nannte man sich um in VDSt Berlin-Leipzig, da Studentenverbindungen in der DDR nicht zugelassen waren.
Der Charlottenburger VDSt hatte deutlich größere Probleme. Wiedergründungsversuche im Jahre 1953 scheiterten. 1954 jedoch nahmen einige Mitglieder, vor allem aus Leoben, ihr Studium an der technischen Universität zu Berlin auf und gründeten den VDSt Charlottenburg erneut. In der näheren Folgezeit waren es mehrheitlich Hütten- und Bergleute, die das Erscheinungsbild des VDSt Charlottenburg prägten.
Die Wiedereinführung der Wehrpflicht und die Diskussionen über die Möglichkeit der Wehrdienstverweigerung sorgten für Spannungen zwischen der Aktivitas des VDSt Berlin-Leipzig und dem eigenen Altherrenbund. In der Folge wurde der VDSt Berlin-Leipzig 1960 auf der 79. Verbandstagung des VVDSt in Innsbruck wegen ungebührlichem Verhaltens gegenüber der Altherrenschaft und unkorporativer Führung des Bundeslebens aus dem VVDSt ausgeschlossen.

### Vereinigung der Berliner Bünde
Der VDSt Berlin wurde 1961 unter tatkräftiger Hilfe des Charlottenburger Bundes neu gegründet und aufgebaut. Zudem wurden die beiden Bünde aufgrund zunehmenden Mitgliedermangels vereinigt, so dass man ferner den Namen VDSt Berlin-Leipzig-Charlottenburg führte. Nach einer Zeit der Konsolidierung war 1979 ein langer Festigungsprozess abgeschlossen und der VDSt Berlin und Charlottenburg sah sich in der Lage sich um den Vorort des VVDSt des Jahres 1980/81 zu bewerben und die 100. Verbandstagung in Berlin auszurichten.
Das derzeitige Korporationshaus in der Gartenstraße 1 in Zehlendorf wurde nach Neubau zu Beginn des Sommersemesters 1988 bezogen. Nach der zwischenzeitlichen Neugründung des VDSt Leipzig im Jahre 1991 führte der Berliner Bund wieder den Namen VDSt Berlin und Charlottenburg.

## Bekannte Mitglieder
- Erwin Albrecht (1900–1985), Jurist, Richter und Politiker (CDU)
- Paul Baecker (1874–1946), Journalist und Politiker (DNVP), MdR
- Ludwig Biewer (* 1949), Archivar, Heraldiker und Historiker, Leiter des Politischen Archivs des Auswärtigen Amts
- Karl Böhme (1877–1940), Politiker (DDP) und Bauernfunktionär
- Heinrich Bredt (1906–1989), Arzt
- Rolf Breusing (1910–2004), Landrat des Kreises Stormarn
- Otto Dibelius (1880–1967), evangelischer Theologe und Ratsvorsitzer der Evangelischen Kirche in Deutschland
- Johannes Dieckmann (1893–1969), Journalist und Politiker (DVP/LDPD), Präsident der Volkskammer der DDR und stellvertretender Vorsitzender des Staatsrates der DDR
- Hans Egidi (1890–1970), Jurist, Präsident Bundesverwaltungsgerichtes
- Hermann Ehlers (1904–1954), Politiker (CDU), Präsident des Deutschen Bundestages
- Heinrich Fassbender (1884–1970), Physiker und Hochfrequenztechniker
- Fritz Heise (1866–1950), Bergbauingenieur
- Hans von Helms (1899–1980), NSDAP-Politiker und SA-Führer
- Maximilian Hofmann, FPÖ-Politiker
- Hermann Kastner (1886–1957), Politiker (LDPD), sächsischer Justizminister, stellvertretender Ministerpräsident der DDR
- Georg Kelling (1866–1945), Chirurg und Gastroenterologe
- Erich Keup (1885–1973), Volkswirtschaftler
- Julius Koch (1865–1936), Theologe und Politiker (DNVP), MdL Preußen
- Walter Krickeberg (1885–1962), Amerikanist und Ethnologe
- Wilhelm Kube (1887–1943), Oberpräsident von Brandenburg-Berlin, Gauleiter von Brandenburg, Führer des Kyffhäuser-Verbandes 1933–1935
- Erich Kuhlbrodt (1891–1972), maritimer Meteorologe
- Oswald Lehnich (1895–1961), Wirtschaftsminister von Württemberg
- Karl Maßmann (1889–1959), Bankdirektor
- Wilhelm Meisner (1881–1956), Ophthalmologe und Hochschullehrer
- Johannes Mewaldt (1880–1964), klassischer Philologe und Medizinhistoriker
- Reinhard Mumm (1873–1932), Theologe und Politiker
- Albert Naudé (1858–1896), Historiker
- Emil Ohly (1885–1944), evangelischer Theologe
- Karl Ohly (1860–1919), evangelischer Theologe
- Karl Ernst Osthaus (1874–1921), Kunstmäzen und Kunstsammler
- Otto Peltzer (1900–1970), Leichtathlet
- Herman von Petersdorff (1864–1929), Historiker und Archivar
- Erich Raeder (1876–1960), Großadmiral, Oberbefehlshaber der Kriegsmarine, Ehrenmitglied[4]
- Heinrich Rippler (1866–1934),  Schriftsteller, Journalist und Politiker (DVP)
- Konrad Saenger (1869–1945), Statistiker
- Gottwalt Schaper (1873–1942), Bauingenieur
- Kurt Scharf (1902–1990), evangelischer Bischof von Berlin und Ratsvorsitzender der Evangelischen Kirche in Deutschland
- Hans Schmidt (1877–1953), Theologe
- Gerhard Schultze-Pfaelzer (1891–1952), Schriftsteller und Publizist
- Friedrich Ernst von Schwerin (1863–1936), Landrat des Kreises Tarnowitz
- Friedrich Wilhelm Ludwig von Schwerin (1862–1925), preußischer Beamter
- Heribert Otto Paul Schwörbel (1881–1969), Botschafter des Deutschen Reichs
- Adolf Stein (1870–1944/8), Journalist und Schriftsteller
- Georg von Thaer (1872–1946), Landeshauptmann von Schlesien
- August Weberbauer (1871–1948), Biologe und Pionier der Erforschung der Pflanzenwelt Perus und der Anden
- Hugo Willrich (1867–1950), Althistoriker
- Karl Witte (1893–1966), evangelischer Theologe, Landesbischof der evangelisch-lutherischen Kirche im Hamburgischen Staat
- Erich Zechlin (1883–1954), Diplomat und Archivar
- Heinrich von Zedlitz und Neukirch (1863–1943), preußischer Regierungspräsident in Köslin